# Giải Vô địch Cờ tướng quốc gia 2024
Giải vô địch cờ tướng quốc gia năm 2024 là Giải vô địch cờ tướng Việt Nam lần thứ 33 của bảng nam và lần thứ 31 của bảng nữ. Giải đấu do Liên đoàn cờ tướng Việt Nam tổ chức ở thành phố Vũng Tàu từ ngày 13 tháng 4 năm 2024 đến ngày 22 tháng 4 năm 2024.
Giải đấu được chia làm 2 bảng: bảng nam và bảng nữ. Các kỳ thủ tranh tài ở 3 nội dung: cờ tiêu chuẩn, cờ nhanh và cờ chớp. Ở nội dung quan trọng nhất là cờ tiêu chuẩn, chức vô địch thuộc về 2 kỳ thủ của đoàn thể thao Thành phố Hồ Chí Minh là Vũ Quốc Đạt và Nguyễn Hoàng Yến.

## Kết quả
Tất cả các nội dung của 2 bảng nam nữ đều thi đấu theo thể thức 9 ván hệ Thụy Sĩ.

### Cờ tiêu chuẩn (60 phút tích lũy 30 giây có ghi biên bản)
| Hạng | Nam                                                                                  | Nữ                                                           |
| ---- | ------------------------------------------------------------------------------------ | ------------------------------------------------------------ |
| Nhất | Vũ Quốc Đạt (Thành phố Hồ Chí Minh)                                                  | Nguyễn Hoàng Yến (Thành phố Hồ Chí Minh)                     |
| Nhì  | Võ Minh Nhất (Bình Phước)                                                            | Nguyễn Anh Đình (Thành phố Hồ Chí Minh)                      |
| Ba   | Nguyễn Minh Nhật Quang (Thành phố Hồ Chí Minh) Đào Quốc Hưng (Thành phố Hồ Chí Minh) | Đào Thị Thủy Tiên (Quảng Ninh) Hồ Thị Thanh Hồng (Bình Định) |

### Cờ nhanh (10 phút tích lũy 5 giây)
| Hạng | Nam                                                             | Nữ                                                                                 |
| ---- | --------------------------------------------------------------- | ---------------------------------------------------------------------------------- |
| Nhất | Trần Huỳnh Si La (Đà Nẵng)                                      | Nguyễn Hoàng Yến (Thành phố Hồ Chí Minh)                                           |
| Nhì  | Nguyễn Minh Nhật Quang (Thành phố Hồ Chí Minh)                  | Hồ Thị Thanh Hồng (Bình Định)                                                      |
| Ba   | Vũ Quốc Đạt (Thành phố Hồ Chí Minh) Tôn Thất Nhật Tân (Đà Nẵng) | Ngô Thị Bảo Trân (Thành phố Hồ Chí Minh) Đàm Thị Thùy Dung (Thành phố Hồ Chí Minh) |

### Cờ chớp (5 phút tích lũy 2 giây)
| Hạng | Nam                                                                          | Nữ                                                                   |
| ---- | ---------------------------------------------------------------------------- | -------------------------------------------------------------------- |
| Nhất | Lại Lý Huynh (Bình Dương)                                                    | Nguyễn Hoàng Yến (Thành phố Hồ Chí Minh)                             |
| Nhì  | Hà Văn Tiến (Bình Phước)                                                     | Lại Quỳnh Tiên (Thành phố Hồ Chí Minh)                               |
| Ba   | Nguyễn Thành Bảo (Bình Phước) Nguyễn Minh Nhật Quang (Thành phố Hồ Chí Minh) | Trần Tuệ Doanh (Thành phố Hồ Chí Minh) Hồ Thị Thanh Hồng (Bình Định) |